# جونزالز كاستيلاني
جونزالز كاستيلاني (بالإسبانية: Gonzalo Castellani)‏ (10 أغسطس 1987 ببوينس آيرس في الأرجنتين - ) هو لاعب كرة قدم أرجنتيني في مركز الوسط. لعب مع بوكا جونيورز وغودوي كروز وفيرو كاريل أويستي ونادي فياريال ونادي لانوس ونادي فياريال ب.

## روابط خارجية
- جونزالز كاستيلاني على موقع قاعدة بيانات كرة القدم.إي يو (الإنجليزية)
- جونزالز كاستيلاني على موقع Soccerway.com (الإنجليزية)
- جونزالز كاستيلاني على موقع عالم كرة القدم.نت (الإنجليزية)